# Elias Anton Cappelen Smith
Elias Anton Cappelen Smith (6 de noviembre de 1873-25 de junio de 1949) fue un ingeniero químico, metalúrgico e ingeniero civil noruego-estadounidense. Fue pionero en el estudio de la producción de cobre a comienzos del siglo XX. Entre sus logros están el proceso de conversión Peirce-Smith y el proceso Guggenheim.

## Contexto
Cappelen Smith nació en Trondheim en Sør-Trøndelag, Noruega. Fue el hijo de Elías Anton Smith (1842-1912), fundador de E.A Smith AS y de Ingeborg Anna Røvig (1846-1923). Su nombre Cappelen es de la familia de su abuela materna. Creció como el hermano mayor de nueve hijos. Siguió la carrera de Química en la actual Universidad Noruega de Ciencia y Tecnología, rindiendo su examen final en 1893. El mismo año emigró a los Estados Unidos.

## Carrera
Cappelen Smith trabajó en la industria metalúrgica desde 1895 a 1896 para la Chicago Cooper Refining Company, entre 1896 y 1900 para la Compañía Minera Anaconda y de 1901 a 1910 como jefe metalúrgico para la Baltimore Copper Smelting and Rolling Company en Perth Amboy, Nueva Jersey. Fue en esa empresa que él y William H. Peirce desarrollaron el convertidor Peirce-Smith, el cual revolucionó el proceso Manhès-David.
Cappelen Smith falleció en Nueva York en 1949.

## Convertidor Peirce-Smith

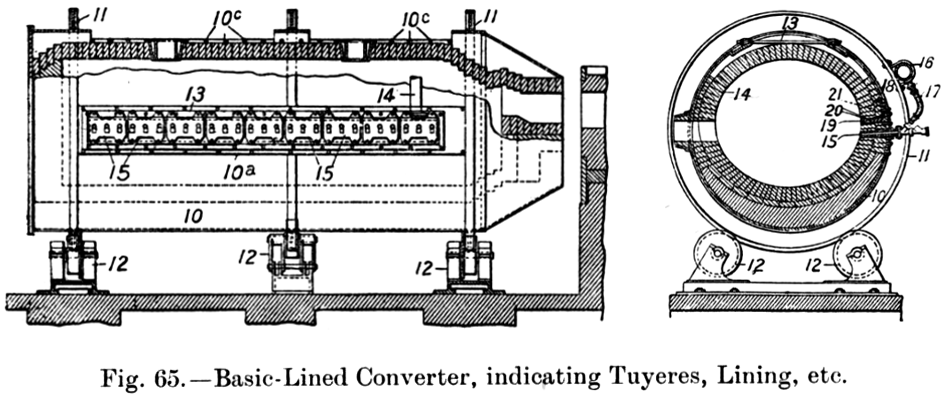
Secciones longitudinal y transversal de un convertidor Peirce-Smith.

El convertidor Peirce-Smith, introducido en 1908, mejoró significativamente el proceso de convertir cobre. Antes de esta mejora, el convertidor era un cilindro largo, revestido interiormente con arena y arcilla. Fue desarrollado por dos ingenieros franceses, Pierre Manhès y Paul David desde 1880 hasta 1884.
Al desarrollar un material refractario básico adaptado al proceso de refinado de la mata de cobre (utilizando ladrillos de magnesia), Cappelen Smith y William H. Peirce encontraron una manera de aumentar considerablemente la vida útil del revestimiento. Se ha señalado que, en algunos casos, el proceso permitió un aumento de 10 a 2500 toneladas de cobre producido sin tener que revestir los convertidores. Se ha señalado una reducción del costo de conversión del cobre de 15 a 20 dólares estadounidenses a 4-5 dólares estadounidenses.
El convertidor Peirce-Smith reemplazó rápidamente al convertidor Manhès-David: en marzo de 1912, Peirce-Smith Converting Co afirmó que "más del 80% del cobre producido [en EE. UU.] se está convirtiendo en convertidores de tipo PS o en revestimiento básico, bajo licencia, en las viejas carcasas de revestimiento ácido".
Al día de hoy sigue en uso, a pesar de que el proceso ha sido mejorado significativamente desde entonces.

## Proceso Guggenheim
El proceso Guggenheim es un método de precipitación química que emplea cloruro férrico y aireación para preparar el lodo para la filtración. Cappelen Smith mejoró la tecnología de lixiviación y la aplicó a los depósitos de mineral de cobre de baja ley de los intereses mineros de la familia Guggenheim en la mina de cobre a cielo abierto de Chuquicamata en el norte de Chile. El proceso Guggenheim primero fue explotado en el mineral de cobre de baja calidad de la mina de Chuquicamata a partir de 1915. Esta mina sigue siendo hoy uno de los recursos de cobre más grandes del mundo.

## Honores
En 1920 Cappelen Smith fue galardonado con la medalla de oro de la Sociedad de Minería y Metalurgia de América por su distinguido servicio en el arte de la hidrometalurgia. En 1925, fue nombrado comandante de primera clase en la Real Orden Noruega de San Olav. Fue nombrado miembro de la Real Sociedad Científica Noruega durante 1926. También fue comandante de la Orden al Mérito de Chile y recibió un doctorado honorario en el Instituto de Tecnología Drexel. En 1930, Cappelen Smith ayudó a financiar la instalación del órgano Steinmeyer en la Catedral de Nidaros para el 900 aniversario de la Batalla de Stiklestad.

## Fuente primaria
- Bjork, Kenneth (1947), Saga in Steel and Concrete: Norwegian Engineers in America, Norwegian-American Historical Association.